# Triaspis whartoni
Triaspis whartoni är en stekelart som beskrevs av Lopez 2004. Triaspis whartoni ingår i släktet Triaspis och familjen bracksteklar. Inga underarter finns listade i Catalogue of Life.